# Palisota congolana
Palisota congolana är en himmelsblomsväxtart som beskrevs av Henri Hua. Palisota congolana ingår i släktet Palisota och familjen himmelsblomsväxter.
Artens utbredningsområde är Kongo. Inga underarter finns listade.